# Mainpuri
Vegeu també: Districte de Mainpuri i Mainpuri (ciutat)}
Mainpuri fou un estat tributari protegit, del tipus talukdari al districte de Mainpuri a les Províncies del Nord-oest després Províncies Unides d'Agra i Oudh, i modernament Uttar Pradesh. La superfície era de 231 km² i els ingressos del 1903 eren superiors a un lakh pagant unes taxes o tributs de 58.000 rúpies.
Els rages de Mainpuri són considerats els caps dels rajputs chauhans al Doab. Descendirien de Prithwi Raj d'Ajmer i Delhi derrotat per Muizz al-Din Muhammad de Ghor el 1192. Segons la tradició els chauhans es van establir prop de Bhongaon a l'inici del segle XIV fugint dels musulmans. Rai Pratap, esmentat pels historiadors musulmans com senyor de part d'aquesta regió al final del segle XV, seria un membre de la família. Pratap va ajudar a Bahlul Shah Lodi en les guerres contra Jaunpur i fou confirmat en la possessió dels seus territoris com a feudatari. Jagat Man, novè descendent de Pratap, va fundar la ciutat de Mainpuri. El feu va subsistir sota els mongols i després sota els nawabs d'Oudh. El 1749 el raja local va ampliar Mainpuri. A finals del segle XVIII el raja fou privat de moltes de les terres que abans posseïa però el 1801, en ser cedit el territori als britànics, aquests li van ampliar els dominis si bé amb tipus de tinença talukdar (similar als zamindaris) i l'estat fou conegut com a Mainpuri i també com a Manchana. El 1840 es va decidir fixar les rendes dels propietaris subordinats quan existien, i el talukdar rebria una certa proporció de les rendes cobrades però que s'haurien de dedicar a l'arranjament dels pobles; el raja Tej Singh no estava d'acord, i el 1857 va prendre part a la revolta i va dominar Mainpuri per un any però el 1858 es va sotmetre; l'estat fou confiscat però finalment cedit al seu cosí Bhawani Singh que ja havia reclamat la successió quan Tej Singh havia pujat al tron, doncs Tej era fill de Narpat Singh, tercer fill de Dule Singh, mentre Bhawani era fill de Zalim Singh (que no va regnar però era el segon fill de Dule Singh). Vers el 1900 el raja que era Ram Partab Singh, fill de Bhawani Singh al que havia succeït el 1868, rebia rendes de 133 pobles i el seu zamindari el formaven 75 pobles més.

## Llista de rages
- Bhupal Deo
- Jagatman Singh
- Dule o Dalel Singh ?-1829
- Ganga Singh (fill) 1829-1847
- Narpat Singh (germà) 1847-1851
- Tej Singh (fill) 1851-1858
- Bhawani Singh (cosí) 1858-1868
- Pratap Singh (fill) 1868-?
- Mangal Singh ?